# Antennella varians
Antennella varians is een hydroïdpoliep uit de familie Halopterididae. De poliep komt uit het geslacht Antennella. Antennella varians werd in 1911 voor het eerst wetenschappelijk beschreven door Billard. 